# یواس‌اس بالداک (ای‌پی‌دی-۱۳۲)
یواس‌اس بالداک (ای‌پی‌دی-۱۳۲) (به انگلیسی: USS Balduck (APD-132)) یک کشتی بود که طول آن ۳۰۶ فوت (۹۳ متر) بود. این کشتی در سال ۱۹۴۴ ساخته شد.